# Rejon tiomkiński
Rejon tiomkiński (ros. Тёмкинский район) – jednostka administracyjna wchodząca w skład Obwodu smoleńskiego w Rosji.
Centrum administracyjnym rejonu jest wieś Tiomkino. W granicach rejonu usytuowane są miejscowości, centra administracyjne wiejskich osiedli: Biekrino, Własowo, Bułgakowo.